# The Fox

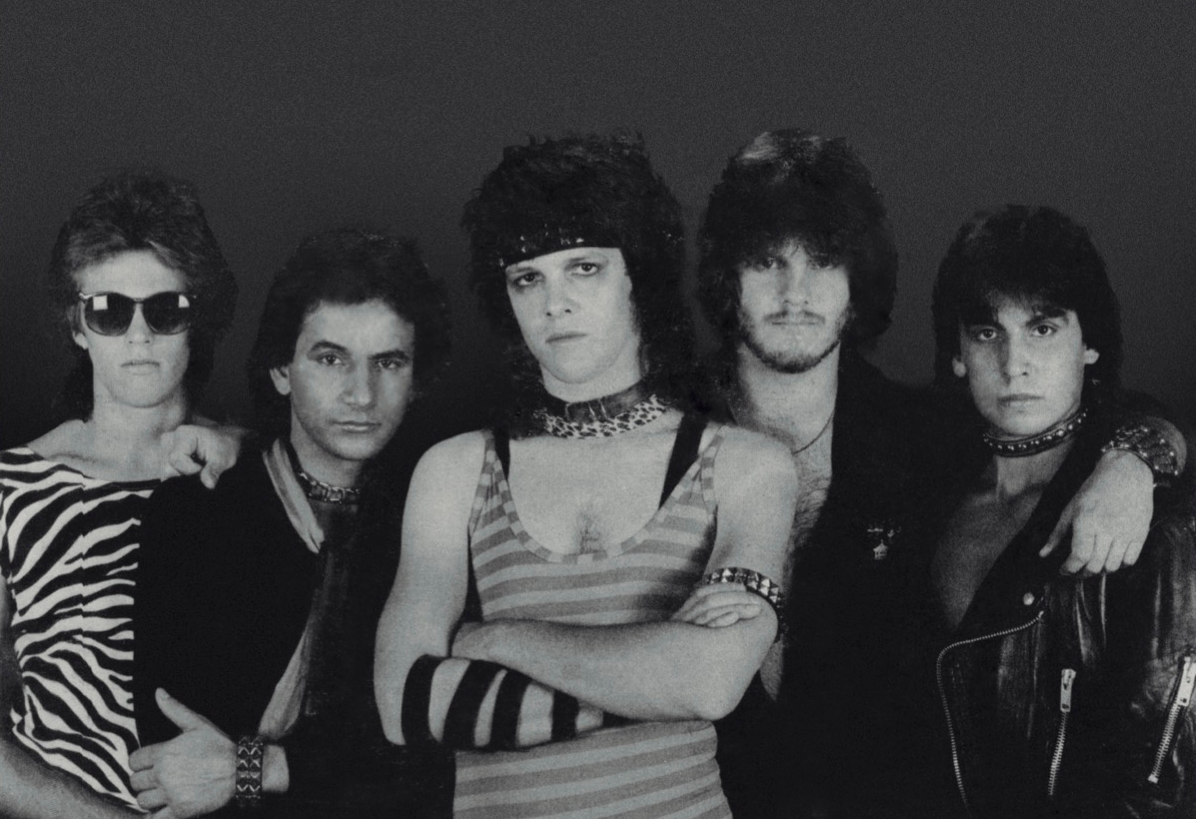
Integrantes del Grupo.

'The Fox es el primer y único disco de "Mask", agrupación mexicana de rock pesado originaria de Guadalajara, Jalisco grabado en 1985.
Este álbum fue el que mostró las grandes dotes musicales de José Fors, Arturo Ybarra y Jorge "La Chiquis" Amaro que poco a poco se convirtieron en unos de los más reconocidos rockeros de México.
La canción que da título al disco The Fox rápidamente se colocó dentro del gusto de la gente a través de la difusión radial que tuvo y a la interpretación teatral con una máscara de zorro plateado que utilizaba José en su interpretación, en estaciones como WFM estuvo varias semanas en los primeros lugares por arriba de grupos estadounidense o ingleses.
La reedición de este material se realizó en el 2018 bajo el sello de Sade Records y la coordinación de Rene Ybarra Matus donde además de las 6 canciones del disco original, se incluyeron versiones en vivo como "Rainbow in the Dark" de Dio, Bring us the light y Going Down. Esta reedición también incluyó las versiones de The Fox y Fly High del disco "Reproducciones Vol. 1" de José Fors y Ventisca del proyecto solista de Arturo Ybarra llamado "Luz Aquella".

## Lista de canciones
- Lado A:

1. Going Down
2. Bring us the Light
3. Killers

- Lado B:

1. Spiritual Confusion
2. The Fox
3. Fly High

- Datos: Q6144470